# Hans Harder (Musikpädagoge)
Hans Harder (* 11. April 1903 in Itzehoe; † 1. Mai 1990 in Kiel) war ein deutscher Musikpädagoge und Professor an der CAU Kiel.

## Leben
Harder wurde in Itzehoe geboren und besuchte dort die Kaiser-Karl-Schule bis zur 10. Klasse. Dann besuchte er die Präparandenanstalt und das Lehrerseminar in Uetersen (heute das Ludwig-Meyn-Gymnasium), wo er 1923 die 1. Volksschullehrerprüfung ablegte. Von 1924 bis 1929 studierte Harder an der Staatlichen Akademie für Kirchen- und Schulmusik in Berlin-Charlottenburg. Zwischenzeitlich legte er die Gesangslehrer-, Organisten- und Chorleiterprüfung ab. 1929 bestand er die Prüfung zum I. Staatsexamen für das künstlerische Lehramt an höheren Schulen.
Von 1928 bis 1934 war Harder Organist an der Zwinglikirche in Berlin. 1931 erfolgte die pädagogische Prüfung für das Lehramt an höheren Schulen, worauf er drei Jahre Studienassessor an Berliner Oberschulen war. 1934 wurde Harder an die Hochschule für Lehrerbildung Lauenburg berufen und 1935 zum Dozenten ernannt. 1939 ging er an die Hochschule für Lehrerbildung in Kiel. Im August 1939 wurde er zum Kriegsdienst einberufen und schwer verletzt. Dabei verlor er seinen rechten Arm und kam in sowjetische Kriegsgefangenschaft, aus der er im Sommer 1946 entlassen wurde.
Nach dem Zweiten Weltkrieg war Harder von 1947 bis 1950 Studienrat an der Lornsenschule in Schleswig. Von 1950 bis 1958 war er als Studienrat an der Kieler Gelehrtenschule tätig und übte einen Lehrauftrag an der Christian-Albrechts-Universität zu Kiel aus. 1958 wurde Harder dort a.o. Professor für Musikerziehung und ging 1968 in den Ruhestand.